# Augustin de Gasparin
Auguste de Gasparin est un homme politique français né le 8 décembre 1787 à Orange (Vaucluse) et décédé, dans la même ville, le 2 novembre 1857.

## Biographie
En sa qualité de capitaine de la garde nationale d'Orange, il reçut l'ordre, en 1815, de rejoindre avec sa compagnie, les troupes royales, dans la Drôme, pour contrer le retour de Napoléon Ier. Il participa au combat au Bois de l'Eau.
Il épouse Laure, sœur d'Achille de Daunant.

## Carrière politique
Il est député du Vaucluse du 4 novembre 1837 au 2 février 1839, puis de nouveau, du 2 mars 1839 au 12 juin 1842, dans le groupe de la majorité ministérielle.